# نادي ايروسبورت
نادى إيرو سبورت أو نادي الطيران المدني المصري ؛ نادي رياضي اجتماعي متكامل يضم جميع عناصر الألعـاب الرياضـية والأنشطـة الاجتماعية بكافة انواعها وكافـة الصالات المكشوفـة والمغطاة واستغـلالها للألعـاب وإقامة الحفلات واللقـاءات الشبابية ومركز لإعـداد الناشـئين رياضيـا وقاعة رئيـسية للاحتفـالات وأخـري للـدورات التدريبية والمحاضرات التي ينظمها قطاع الطيران المدني.

## عن النادي
تبلغ مساحة النادي الكلية 58 فدان و ينقسم إلى فرعين

### فـــــرع ( أ )
مساحة المبنى ( أ ) 12 فداناً, يقع في المنطقة المحصورة بين طريق قرية البضائع وطريق العروبة وبين الشركة المصرية القابضة للمطارات والملاحة الجوية و الشركة القابضة لمصر للطيران ويشمل :-
- مبنى لعب أطفال .
- ملاعب تنس وملاعب متعددة الأغراض مزودة بإضاءة ليلية .
- ملعب اسكواش .
- حمام سباحة ترفيهي .
- مسطحات خضراء .
- مبنى اجتماعي يتضمن قاعات وكافيتريات ومكيف الهواء .

### فـــــرع ( ب )
مساحة المبنى الجديد 46 فداناً, يقع في المنطقة المحصورة بين الشركة المصرية القابضة للمطارات والملاحة الجوية امام مبنى وزارة الطيران المدني ويشمل :- 
- مبنى اجتماعي كبير يتضمن قاعة حفلات كبرى تسع 500 فرد,[2] وعدة صالات صغرى وصالونات وكافيتريات ومطعم رئيسي ومطعم فرعى وصالات بلياردو وفيديو وانترنت وتراس علوي وجراج سيارات .
- مبنى النادي الصحي مجهز بأحدث المعدات.[4]
- مجمع حمامات سباحة اوليمبية.[4]
- مسطحات خضراء ومناطق متعددة لجلوس السادة الأعضاء .
- ملاعب مكشوفة 5 ملاعب تنس و2 ملعب متعدد و 2 ملعب طائرة وملعب كرة قدم.[5]
- دار حضانة ايروكيدز للأطفال لخدمة جميع أبناء العاملين بقطاع الطيران المدني ويشمل فصول تعليمية ومطعم ومسرح مكشوف وصالونات انتظار وحجرات متعددة الأغراض .

كما تغطي النادي شبكة واي-فاي

## أنشطة النادي
نادى إيرو سبورت بفرعيه أ، ب مزود بجميع الأمكانيات لمزاولة النشاط الرياضى طبقا للمواصفات الدولية.
- ملاعب متعدده الأراض لالعاب (كرة القدم الخماسية / الكرة الطائرة / كرة السلة / كرة اليد) ( عدد 7 ملاعب).[7]
- ملعب كرة رئيسى (موقع ب) بمرافقة ( مدرجات تسع ثلاث الاف متفرج / وحدات خلع ملابس مجهزه بدواليب حفظ الملابس وحمامات / دورات مياة مجهزه / قاعات مختلفه الأغراض / عيادة) .
- مجمع ملاعب التنس الأرضى (5 ملاعب) .
- مجمع ملاعب الأسكواش (4 ملاعب) .
- عدد (2) ملعب كروكيه .
- مجمع حمامات السباحة والغطس (أوليمبى) بمرافقة (مدرجات / وحدات خلع ملابس وحمامات / قاعات مختلفة الأغراض) . بالإضافة إلى حمام ترفيهى للكبار وعدد (2) حمام للأطفال.
- نادى صحى (حريمى / رجالى ) .
- صالات للبلياردو .
- صالات لتنس الطاولة .

جميع مرافق النشاط الرياضى معدة للإستخدام النهارى والليلى .

## قاعة اوبرا
استوحى اسم قاعة أوبرا من طرازها المعمارى التي تم إعدادها علية.
- تسع القاعة 400 فرد في الحفلات والأفراح. و تصل إلى أكثرمن 500 في المؤتمرات .
- القاعة مزودة بجميع الأجهزة الضوئية (الليزر) و الإضاءات ومحدثات الدخان .
- جناحين لإعداد العرائس .
- مكان لإعدادة البوفيهات .
- يدير القاعة إدارة أحد الفنادق ذات الخمسة نجوم حيث تقدم خدمه مميزه .

## الملكية
مملوكة للدولة (100٪)، تحت رعاية مصر للطيران و وزارة الطيران المدني (مصر).